# ان‌جی‌سی ۲۶۵۵
ان‌جی‌سی ۲۶۵۵ (انگلیسی: NGC 2655) نام یک کهکشان عدسی در صورت فلکی زرافه است.